# Pápua gyümölcsgalamb
A pápua gyümölcsgalamb (Gymnophaps albertisii) a madarak osztályának galambalakúak (Columbiformes) rendjéhez és a galambfélék (Columbidae) családjához tartozó  faj.

## Előfordulása
Indonézia és Pápua Új-Guinea területén honos.

## Alfajai
- Gymnophaps albertisii albertisii Salvadori, 1874
- Gymnophaps albertisii exsul (Hartert, 1903)